# Stadlerberg
Der Stadlerberg ist ein 637 m ü. M. hoher Hügel in der Schweiz, der im Zürcher Unterland liegt. Es handelt sich um einen pars-pro-toto-Namen, der aufgrund des höchsten Punktes eines Hochplateaus festgelegt wurde. Der Stadlerberg besteht in seinem nördlichen Teil aus dem Haggenberg auf Gemeindegebiet von Weiach, im Osten aus dem Raaterberg (ehemaliges Gemeindegebiet von Raat) sowie im Süden aus dem eigentlichen Stadlerberg.

## Geografie
Der ungefähr zweieinhalb Kilometer lange, bewaldete Höhenzug trennt das Bachsertal von der Ebene, in der das Neeracherried liegt. Im Südosten grenzt der Stadlerberg an den Heitlig (533 m ü. M.), im Westen an den Sanzenberg (566 m ü. M.), von dem er durch den Taleinschnitt des nach Weiach fliessenden Sagibach abgegrenzt wird. Gegen Nordosten ist der Stadlerberg durch den Kistenpass vom Ämperg (514 m ü. M.) getrennt. Über den Stig (538 m ü. M.)▼ genannten Sattel des Stadlerbergs führt die Verbindungsstrasse von Bachs nach Stadel. 
Nördlich des Stadlerbergs liegt die Ortschaft Weiach, auf dem Kistenpass die Ortschaft Raat. Östlich des Stadlerbergs liegen Windlach, Schüpfheim und südlich die namensgebende Ortschaft Stadel. 
Aus geologischer Sicht ist der Stadlerberg eine Schotterterrasse aus dem frühen Pleistozän, die wahrscheinlich aus Mittelmoränenmaterial besteht. Sie liegt im Molassebecken, das den grössten Teil des Schweizer Mittellandes bildet.

## Geschichte
Auf dem Stadlerberg befindet sich seit 1964 ein Aussichtsturm ▼, der infolge Baufälligkeit abgerissen werden musste. Sein Nachfolger wurde im Juni 2023 eröffnet.
Am 14. November 1990 zerschellte der Alitalia-Flug 404 im Gebiet Surgen am Haggenberg aufgrund eines Instrumentenfehlers, der vom Piloten nicht bemerkt worden war. Unweit der Absturzstelle ▼ befindet sich ein Gedenkstein ▼.